# Guttaperchabäume
Die Guttaperchabäume (Palaquium) sind eine artenreiche Pflanzengattung aus der Familie der Sapotengewächse (Sapotaceae). Sie sind in den Tropen in Südostasien und im nördlichen Australien verbreitet. Die bekannteste Art ist der Guttaperchabaum (Palaquium gutta), dessen eingetrockneter Milchsaft ursprünglich hauptsächlich den wichtigen Rohstoff Guttapercha lieferte, dieses wird aber auch noch von anderen Arten der Guttaperchabäume und von verschiedenen Sapotengewächsen erhalten.

## Beschreibung

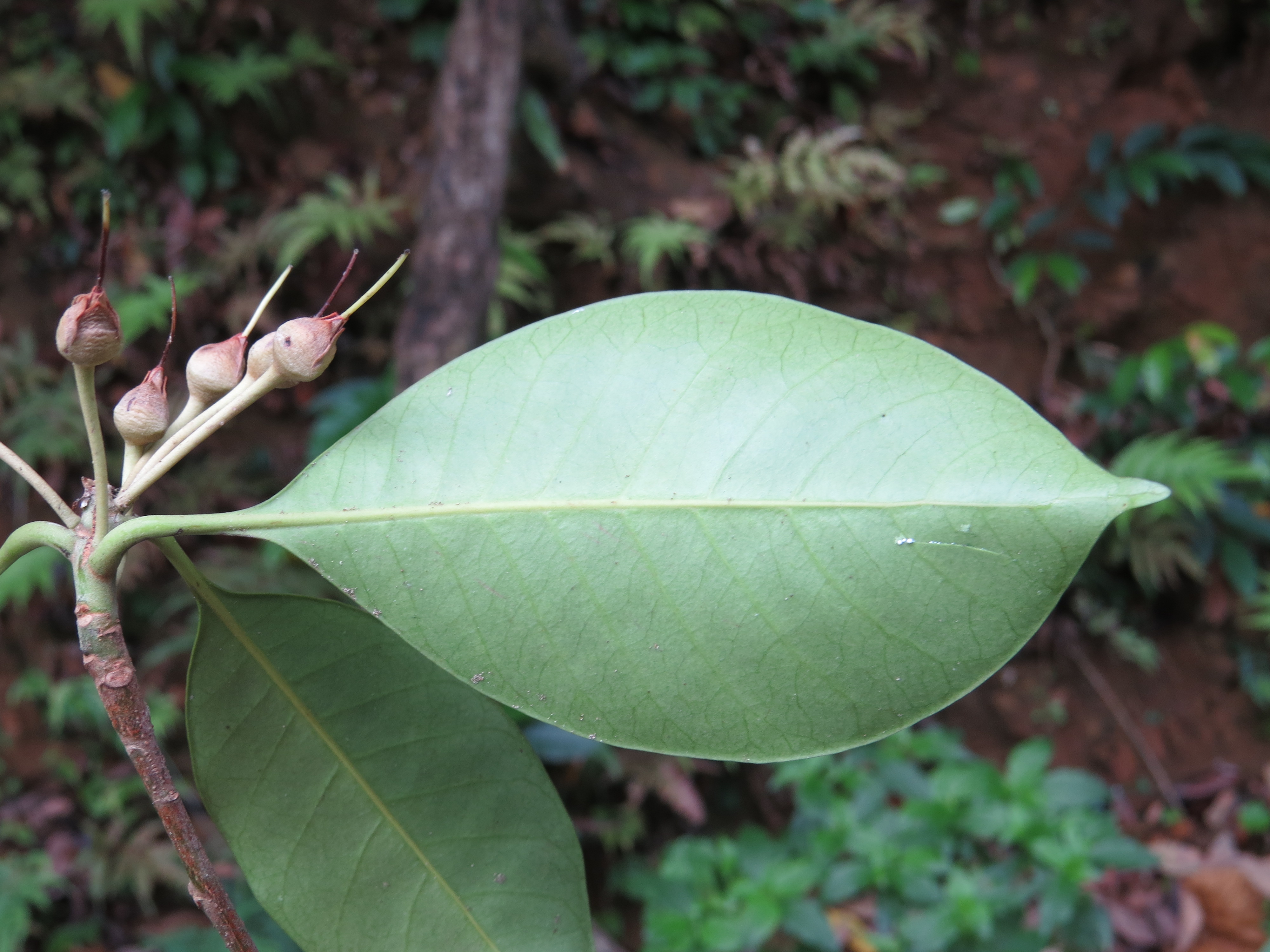
Palaquium ellipticum

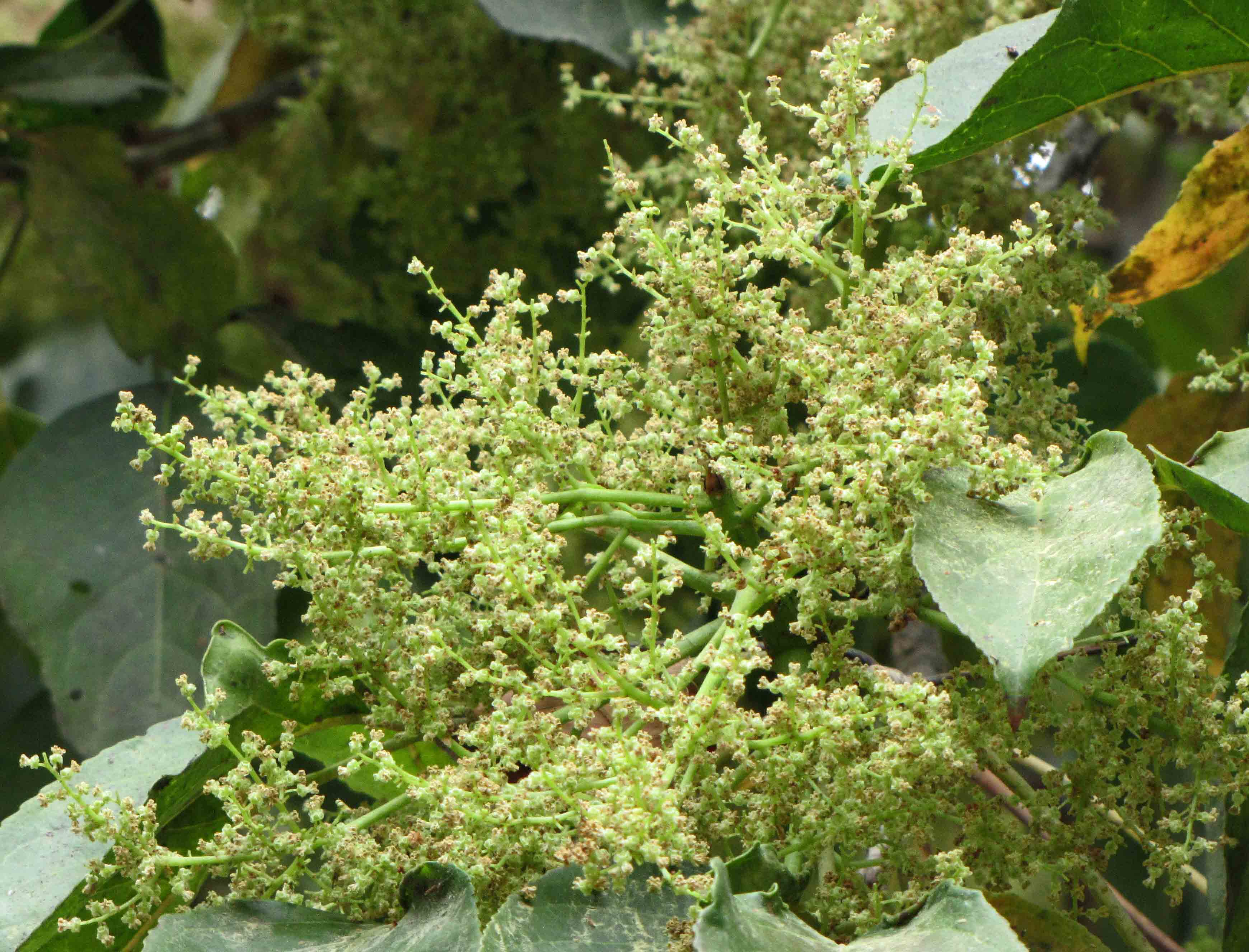
Palaquium formosanum

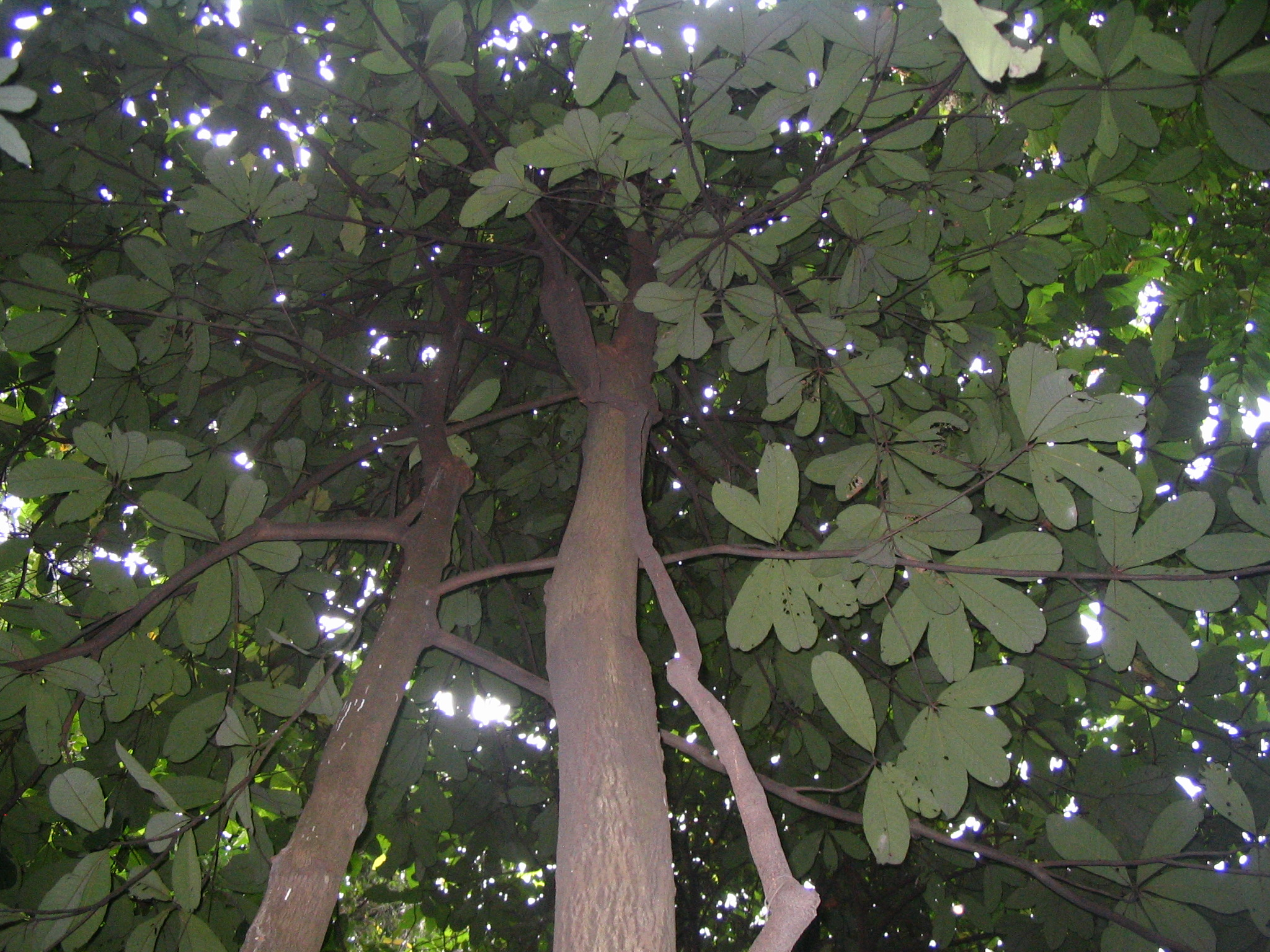
Habitus von Palaquium maingayi

Palaquium-Arten wachsen als immergrüne, Bäume und erreichen je nach Art Wuchshöhen von 5 bis 30 Metern und teilweise Stammumfänge bis 1 Meter. Sie enthalten Milchsaft (Latex). Die wechselständig und/oder zweizeilig angeordneten oder zu mehreren zusammen stehenden Laubblätter sind einfach, ledrig und 8 bis 25 cm lang. Auf der Oberseite sind sie glänzendgrün, auf der Unterseite oft gelb oder graugrün. Die kleinen bis sehr großen Nebenblätter fallen früh ab.
Die Blüten stehen einzeln oder zu mehreren zusammen entlang der Zweige, oder in kurzen endständigen Blütenständen. An der Basis der Blütenstandsschäfte befinden sich auffällige Tragblätter. Es sind zwei Kreise mit insgesamt meist sechs (vier bis sieben) Kelchblättern vorhanden. Es sind vier bis sechs Kronblätter vorhanden. Die in zwei oder drei Kreisen stehenden insgesamt meist 12 bis 18 (8 bis 36) fertile Staubblätter sind in der Kronröhre inseriert. Die Staubfäden sind lang. Zum Unterschied zu anderen Gattungen aus der Familie sind keine Staminodien vorhanden. Meist sechs (fünf bis elf) Fruchtblätter sind zu einem behaarten oberständigen Fruchtknoten verwachsen. Je Fruchtblatt ist nur eine anatrope, hängende Samenanlage vorhanden.
Die 3 bis 7 cm große längliche bis ellipsoide Beere enthält ein bis vier Samen. Eine Narbe überzieht die Hälfte der Oberfläche des Samens.

## Verbreitung
Die Palaquium-Arten sind in den Tropen Südostasiens und Nordaustraliens verbreitet. Die Vorkommen reichen nördlich bis Taiwan, südlich bis zur Malaiischen Halbinsel und in östlicher Richtung bis zu den Salomonen.

## Systematik
Die Gattung Palaquium wurde 1837 durch Francisco Manuel Blanco in Flora de Filipinas, S. 403 aufgestellt. 1903 wurde als Lectotypus Palaquium lanceolatum Blanco festgelegt. Synonyme für Palaquium Blanco sind: Croixia Pierre, Dichopsis Thwaites, Galactoxylon Pierre, Treubella Pierre. Die Gattung Palaquium gehört zur Tribus Sapoteae in der Unterfamilie Sapotoideae in der Familie der Sapotaceae.

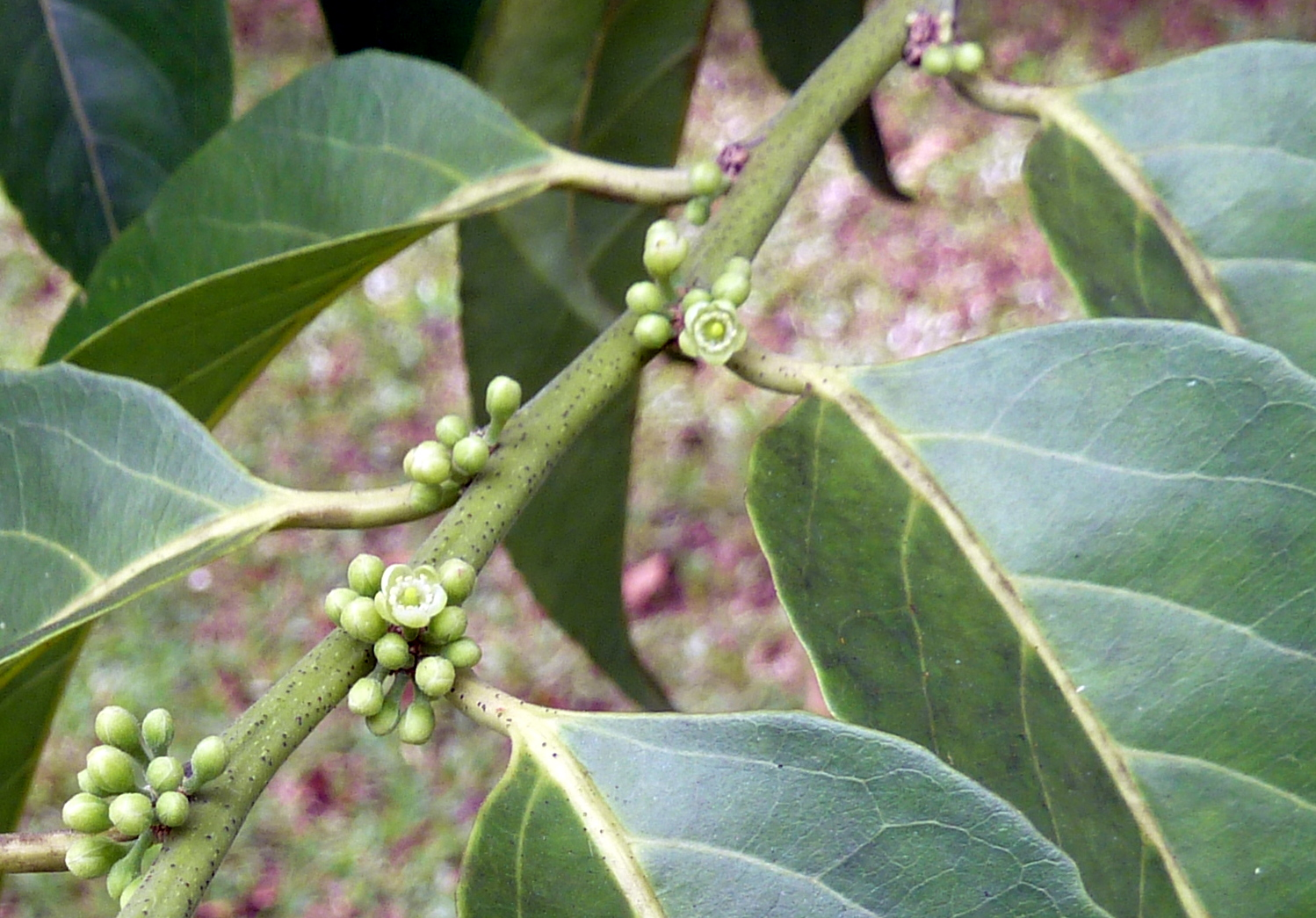
Palaquium merrillii mit Blüten

Es gibt etwa 120 Palaquium-Arten (hier eine Auswahl):
- Palaquium amboinense Burck: Das Verbreitungsgebiet reicht von Java bis zu den Salomonen[3].
- Palaquium burckii H.J.Lam: Das Verbreitungsgebiet reucht von Malaysia bis Sumatra.[3]
- Palaquium calophyllum (Teijsm. & Binn.) Pierre: Syn.: Isonandra calophylla Teijsm. & Binn.: Die Heimat sind Borneo und die Philippinen.[3]
- Palaquium ellipticum (Dalzell) Baill.: Sie kommt im westlichen und im südwestlichen Indien vor.[3]
- Palaquium formosanum Hay.: Die Heimat sind Taiwan und die Philippinen.[3]
- Guttaperchabaum (Palaquium gutta (Hook.) Baill.; Syn.: Isonandra gutta Hook., Isonandra gutta var. oblongifolia de Vriese, Palaquium oblongifolium (Burck) Burck): Die Heimat ist Malaysia, Borneo, Sumatra und Java.[3]
- Palaquium hexandrum (Griff.) Baill.: Die Heimat ist Malaysia, Borneo und Sumatra.[3]
- Palaquium leiocarpum Boerl.: Die Heimat ist Malesien.[3]
- Palaquium luzoniense (Fern.-Vill.) S.Vidal: Syn.: Dichopsis luzoniensis Fern.-Vill.: Das Verbreitungsgebiet reicht von den Philippinen bis Sulawesi.[3]
- Palaquium maingayi (C.B.Clarke) King & Gamble: Die Heimat ist Thailand und Malaysia.[3]
- Palaquium merrillii Dubard: Die Heimat sind die Philippinen.[3]
- Palaquium obovatum (Griff.) Engl.: Das Verbreitungsgebiet reicht von Indien bis Malesien.[3]
- Palaquium philippense (Perr.) C.B.Rob.: Syn.: Chrysophyllum philippense Perr.: Die Heimat sind die Philippinen.[3]
- Palaquium polyandrum C.B.Rob.: Die Heimat sind die Philippinen.[3]
- Palaquium ridleyi King & Gamble: Das Verbreitungsgebiet reicht von Vietnam bis Neuguinea.[3]
- Palaquium rostratum (Miq.) Burck: Das Verbreitungsgebiet reicht von Thailand bis Malesien.[3]
- Palaquium stellatum King & Gamble: Die Heimat ist Boneo, Malaysia und Sumatra.[3]

## Verwendung
Das Guttapercha, der eingetrocknete Milchsaft des Guttaperchabaumes (Palaquium gutta), stellt einen wichtigen Rohstoff dar, der früher zur Kabelisolation eingesetzt wurde und heute noch unter anderem als Füllmaterial in der Zahnmedizin eingesetzt wird.
Die Beerenfrüchte sind bei mehreren Arten essbar.
Viele Arten der Gattung liefern auch ein wertvolles Holz, das als Nyatoh bezeichnet wird. Es ist ähnlich wie Nato.